# 観音峠
観音峠（かんのんとうげ）は、京都府南丹市園部町上木崎町と京都府船井郡京丹波町新水戸との間に位置する標高270メートルの峠。

## 概要
- 京都府南丹市園部町上木崎町から国道9号を北上したところにある峠である。
- 貝原益軒の「西北紀行」が最も古い記録であるとされている。
- 峠は分水界（分水嶺）に位置しており、この峠より北は由良川（日本海側）、南は淀川（太平洋側）の水系となる。
- 4月ごろには、沿道に植えられた約70本の桜（ソメイヨシノ）が開花する。
- 近世までは三戸野みとの峠、また水戸野峠といった。

## 観音峠隧道（観音トンネル）

### 概要
- 全長246m
- 片側1車線
- 歩道はない。

### 歴史
- 竣工年1935年（昭和10年）

### その他
- トンネル内ラジオ再放送システム（AM・FM）